# Агенты «Щ.И.Т.»: Йо-Йо
«Аге́нты „Щ. И. Т.“: Йо-Йо» (англ. Marvel's Agents of S.H.I.E.L.D.: Slingshot, или просто Agents of S.H.I.E.L.D.: Slingshot) — американский научно-фантастический шестисерийный короткометражный мини-веб-сериал 2016 года, основанный на комиксах издательства Marvel Comics о вымышленной шпионской организации «Щ.И.Т.» и супергероине Йо-Йо Родригес (в исполнении Натальи Кордова-Бакли).
Веб-сериал, сюжет которого вращается вокруг миссии Родригес между событиями третьего и четвёртого сезонов телесериала «Агенты „Щ. И. Т.“», является его спин-оффом и интерквелом, а также тем самым является частью Кинематографической вселенной Marvel (КВМ), то есть связан с другими произведениями данной медиафраншизы, в частности, кинофильмами и телесериалами.
Все эпизоды были выпущены в один день — 13 декабря 2016 года. Веб-сериал получил умеренно положительные отзывы и был отмечен несколькими премиями, в том числе двумя победными Вебби и двумя номинациями на Премию Гильдии сценаристов США.

## Синопсис
Елена Родригес, представительница расы нелюдей со способностью двигаться со сверхчеловеческой скоростью, вынуждена подписать «Заковианский договор» (Sokovia Accords) — всемирное соглашение, регулирующее и отслеживающее обладателей суперсил. Однако, подписав данный договор, она рискует не завершить персональную миссию: отомстить полковнику Виктору Рамону, убившему её кузена.

## Производство

### Разработка и кастинг

Елена Родригес в своём первом появлении.

16 февраля 2016 года было объявлено, что Наталья Кордова-Бакли исполнит в сериале «Агенты „Щ. И. Т.“» роль Елены «Йо-Йо» Родригес — персонажа, основанного на комиксах «Secret Warriors». В отличие от первоисточника, где Йо-Йо имеет пуэрто-риканское происхождение, в телевизионной адаптации она стала колумбийкой. Первое появление героини состоялось в 11-м эпизоде третьего сезона под названием «Bouncing Back» (рус. «На круги своя»), вышедшем 8 марта.
5 декабря того же года Наталья Кордова-Бакли сообщила в «Твиттере», что будет представлен тизер-сюрприз после эпизода «The Laws of Inferno Dynamics» (рус. Законы инферно-динамики), финального в первом подсезоне четвёртого сезона «Агентов "Щ.И.Т."». В тизере, во-первых, был анонсирован следующий подсезон с подзаголовком «LMD» (с датой выхода, намеченной на 10 января), а во-вторых, было объявлено о выходе шестисерийного веб-сериала о Йо-Йо во вторник, 13 декабря.
|                                       | We see Yo-Yo begin that conflict of whether she wants to belong to SHIELD or not. I think at some point we've seen all the characters have doubts about the bureaucracy and the power struggle of SHIELD, but I think Yo-Yo's the one that the struggle is the most evident. |  | Мы видим, как Йо-Йо начинает испытывать противоречия, хочет ли она быть частью «Щ.И.Т.'а» или нет. Я думаю, в какой-то момент мы увидели, что все персонажи сомневаются по поводу бюрократии и борьбы за власть в «Щ.И.Т.'е», но я думаю, что Йо-Йо — та, чья борьба наиболее очевидна. |  |
| Наталья Кордова-Бакли о своей героине | |  | |  |

Кроме Кордова-Бакли, в каст веб-сериала также вошли Кларк Грегг (агент Фил Колсон), Хлоя Беннет (агент Дейзи Джонсон), Минг-На Вен (агент Мелинда Мэй), Иэн Де Кэстер (агент Лео Фитц), Элизабет Хенстридж (агент Джемма Симмонс), Генри Симмонс (агент Альфонсо Маккензи) и Джейсон О’Мара (Джеффри Мейс). Янси Ариас повторил свою роль полковника Виктора Рамона из эпизода «Bouncing Back». Александр Райт и Дерен Тадблок также повторили свои роли из основного сериала — агентов Андерсона и Сесилио соответственно. Дэйл Павински вновь исполнил роль Альфа Дога из группировки «Сторожевые псы».
Веб-сериал спродюсирован компаниями ABC Studios (подразделением Disney-ABC Television Group), Marvel Television (подчиняющейся Marvel Entertainment и Walt Disney Company), Disney Digital Studio Services, Disney-ABC Domestic Television и Mutant Enemy. Исполнительными продюсерами выступили братья Джед и Джосс Уидон, Морисса Танчароэн, Джеффри Белл, Джеф Лоуб и Джеффри Коло. Композитор — Беар Маккрири. Оператор — Кайл Джуэлл.
| \| Актёр \| Роль \| \| --------------------------- \| ------------------------------------- \| \| Кларк Грегг \| агент Фил Колсон \| \| Хлоя Беннет \| Дейзи Джонсон / Дрожь \| \| Наталья Кордова-Бакли \| Елена «Йо-Йо» Родригес \| \| Джейсон О’Мара \| Джеффри Мейс, новый директор «Щ.И.Т.» \| \| Минг-На Вен \| Мелинда Мэй \| \| Иэн Де Кэскер \| Леопольд Фитц \| \| Элизабет Хенстридж \| Джемма Симмонс \| \| Генри Симмонс \| Альфонсо "Мак" Маккензи[англ.] \| \| Янси Ариас[англ.] \| полковник Виктор Рамон \| \| Александр Рэйт \| Андерсон \| \| Дерен Тэдлок \| Сесилио \| \| Мэтт Бербери и Хироо Минами \| помощники Рамона \| \| Дэйл Павински \| Альфа Дог \| \| Стэн Ли \| фотограф \| | Съёмочная группа - режиссёры: Джо Кесада, Феликс Парнелл, Кит Поттер, Крис Шерами, Джон П. Гордон, Марк Колпак - сценаристы: Шарла Оливер, Джеймс С. Оливер, Джордж Китсон, Иден Багдадчи, Марк Лайтнер - оператор: Кайл Джуэлл - композитор: Беар Маккрири - продюсеры: Боб Козицкий, Крис Черами - исполнительные продюсеры: Джосс Уидон, Морисса Танчароэн, Джед Уидон, Джеффри Белл, Джеф Лоуб, Джеффри Коло, Алан Файн, Стэн Ли, Джо Кесада, Джим Чори |
| Актёр | Роль |
| Кларк Грегг | агент Фил Колсон |
| Хлоя Беннет | Дейзи Джонсон / Дрожь |
| Наталья Кордова-Бакли | Елена «Йо-Йо» Родригес |
| Джейсон О’Мара | Джеффри Мейс, новый директор «Щ.И.Т.» |
| Минг-На Вен | Мелинда Мэй |
| Иэн Де Кэскер | Леопольд Фитц |
| Элизабет Хенстридж | Джемма Симмонс |
| Генри Симмонс | Альфонсо "Мак" Маккензи |
| Янси Ариас | полковник Виктор Рамон |
| Александр Рэйт | Андерсон |
| Дерен Тэдлок | Сесилио |
| Мэтт Бербери и Хироо Минами | помощники Рамона |
| Дэйл Павински | Альфа Дог |
| Стэн Ли | фотограф |

### Съёмки и визуальные эффекты

Раскадровка начала эпизода «Vendetta», оформленная Джо Кесадой в стиле комикса.

Над сериалом работала та же съёмочная группа, что и над «Агентами Щ. И. Т.», в том числе и продюсер Гарри А. Браун, ассистировавший Джо Кесаду на съёмках первого эпизода, когда у Джо возникали трудности. Главный креативный директор «Marvel Comics» Джо Кесада срежиссировал первый эпизод, что стало для него режиссёрским дебютом. Кесада оформил раскадровки как комикс, комментируя: «Те же самые правила сторителлинга, будь то кино или телевидение, применимы и к комиксам, когда вы делаете это правильно». Перед съёмками Джо встречался с актёрами Кларком Греггом и Чарли Коксом, исполнителем Сорвиголовы в одноимённом телесериале, чтобы узнать от каждого из них об актёрском взгляде на процесс.
Кларк Грегг о работе с Джо сказал следующее: «Джо Кесада — один из легендарных Шаолиньских ниндзя-священников Марвел. Мы были друзьями долгое время, и очень приятно видеть его здесь и работать с ним, когда он первый раз руководит съёмками». Джо Кесада о работе с Кларком Греггом также хорошо отозвался: «Работать с Кларком Греггом, который мой хороший друг, было весело. И Наталья и Хлоя тоже были замечательные».
Постоянный супервайзер визуальных эффектов «Агентов Щ. И. Т.» Марк Колпак был не единственным в команде VFX-супервайзеров, но он также выступил в качестве режиссёра последнего эпизода, причём для него это тоже стало режиссёрским дебютом. Впоследствии Марк также срежиссировал 4-й эпизод шестого сезона «Агентов Щ. И. Т.» под названием «Code Yellow» («Код: Жёлтый»), вышедший в 2019 году.

## Связь с КВМ
В веб-сериале лучшее раскрытие получили характер Елены Родригес, её отношения с Маком, объяснено её поведение в конце третьего сезона; как говорила сама Кордова-Бакли, прояснены причины многих принятых героями решений в четвёртом сезоне.
|                       | We'll see a lot of the struggle between Yo-Yo and Mack, we'll understand a lot of the closeness between Daisy and Yo-Yo, we'll understand the relationship between Yo-Yo and SHIELD thanks to Jason O'Mara [as Jeffrey Mace] and also Clark [Gregg as Coulson]. She's got very opposite scenes with both of them, and we'll kind of get the sense of where she belongs when it comes to a director or following orders and who she really respects. We'll get more of an overall answer of the 'why's'. |  | Мы увидим много противостояния между Йо-Йо и Маком, мы поймем много близости между Дейзи и Йо-Йо, мы поймем отношения между Йо-Йо и "Щ.И.Т.'ом" благодаря Джейсону О'Маре [Джеффри Мейсу], а также Кларку [Колсону]. У неё есть очень противоречивые сцены с ними обоими, и мы как бы поймём, где она находится, когда дело доходит до директора или выполнения приказов, и кого она действительно уважает. Мы получим более общий ответ на вопрос "почему". |  |
| Наталья Кордова-Бакли | |  | |  |

В веб-сериале подробнее была показана процедура регистрации. Также была упомянута плавучая тюрьма «Рафт» из фильма «Первый мститель: Противостояние». Упомянуты персонажи генерал Росс и агент Пегги Картер. Появилось оружие, известное под кодовым названием «Peruvian 0-8-4», — артефакт, впервые показанный во втором эпизоде первого сезона. Присутствует и традиционное камео Стэна Ли.
«Агенты „Щ. И. Т.“: Йо-Йо» — это второй каноничный веб-сериал КВМ после двухсезонного WHIH Newsfront, в то время как «Агенты „Щ. И. Т.“: Двойной агент» (2015) и «Агенты „Щ. И. Т.“: Академия» (2016) являются медиа по мотивам — действия в них происходят в беллетризированной версии реального мира, а потому не относятся к основной хронологии вымышленной вселенной.
В 2019 году исполнительный вице-президент Marvel Television Джеф Лоуб объявил, что «Агенты „Щ. И. Т.“» и «Агент Картер» (2015—2016) относятся к телевизионной франшизе под названием «Marvel Heroes», которая включает в себя телесериалы ABC киновселенной Marvel.

## Релиз
Все шесть веб-эпизодов (общей длительностью около двадцати восьми минут) были опубликованы 13 декабря 2016 года (во вторник) на сайтах ABC.com и Marvel.com, на YouTube-каналах ABC и Marvel, а также в мобильном приложении ABC. Кроме того, первый эпизод также был доступен на сайте IGN. В настоящий момент на YouTube-канале Marvel просмотр эпизодов недоступен. Официального релиза на DVD или Blu-ray не было.

## Эпизоды
| № | Название                     | Режиссёр       | Автор сценария                 | Длительность | Дата премьеры   | Рейтинг IMDb |
| --- | ---------------------------- | -------------- | ------------------------------ | ------------ | --------------- | ------------ |
| 1 | «Vendetta» «Вендетта»        | Джо Кесада     | Шарла Оливер, Джеймс С. Оливер | 5:07         | 13 декабря 2016 | 7.2          |
| Елена Родригес вызвана директором Мейсом подписать Зоковианский договор. Она навещает тренирующуюся в своём убежище Дейзи. В «Щ.И.Т.'е» Елена застаёт агента Колсона с вещами (в коробке среди прочего фотография Стэна Ли) – он сдал свой пост Мейсу. Колсон даёт Елене значок первых членов агентства, принадлежащий когда-то Пегги Картер. Йо-Йо по фотографии ищет человека, убившего её кузена Франциско и похитившего инопланетный гаджет, но Колсон, соблюдая субординацию, направляет её к новому директору. |                              |                |                                |              |                 |              |
| 2 | «John Hancock» «Джон Хэнкок» | Феликс Парнелл | Шарла Оливер, Джеймс С. Оливер | 3:57         | 13 декабря 2016 | 7.3          |
| Директор Мейс обсуждает с Йо-Йо подписание Зоковианского договора. В нём есть необходимые для соблюдения постановления и тяжёлые последствия за нарушения. Когда Йо-Йо чувствует, что бюрократия встаёт на пути её миссии, она встаёт перед трудным выбором. Она крадёт у Мейса пропуск. |                              |                |                                |              |                 |              |
| 3 | «Progress» «Прогресс»        | Кит Поттер     | Джордж Китсон                  | 6:16         | 13 декабря 2016 | 7.3          |
| Пока Фитц делает апгрейд часам, а Симмонс проверяет пульс, Йо-Йо узнаёт местоположение Рамона – он в Балтиморе. Потом она говорит о поисках Дейзи с Маком, ставшим куратором Елены. Мэй догадывается о «шпионаже» Йо-Йо. |                              |                |                                |              |                 |              |
| 4 | «Reunion» «Воссоединение»    | Крис Шерами    | Иден Багдадчи                  | 4:50         | 13 декабря 2016 | 7.1          |
| Мэй раскрыла замысел Елены, но не сдаёт её, а забирает пропуск Мейса и на квинджете отправляет Елену в Балтимор. В порту Йо-Йо находит Рамона, но оказывается схваченной его подручными в масках – «Сторожевыми псами». |                              |                |                                |              |                 |              |
| 5 | «Deal Breaker» «Срыв сделки» | Джон П. Гордон | Марк Лайтнер, Иден Багдадчи    | 3:43         | 13 декабря 2016 | 7.2          |
| Рамон хочет убить Елену из инопланетного оружия, но появляется Дейзи и спасает её. |                              |                |                                |              |                 |              |
| 6 | «Justicia» «Справедливость»  | Марк Колпак    | Марк Лайтнер                   | 3:49         | 13 декабря 2016 | 7.4          |
| Йо-Йо не может убить Рамона, но тот погибает от выстрела участника «Сторожевых псов» из оружия инопланетян. Дейзи перенастраивает сигнал с часов Елены, чтоб «Щ.И.Т.» не мог её отследить. Йо-Йо даёт ей значок. |                              |                |                                |              |                 |              |

## Приём

### Оценки зрителей
| Рейтинги   | Рейтинги |
| Издание    | Оценка |
| ---------- | --- |
| MyShows    | 3,7 из 5 звёзд · 3,7 из 5 звёзд · 3,7 из 5 звёзд · 3,7 из 5 звёзд · 3,7 из 5 звёзд                                                                            |
| ČSFD       | 7 из 10 звёзд · 7 из 10 звёзд · 7 из 10 звёзд · 7 из 10 звёзд · 7 из 10 звёзд · 7 из 10 звёзд · 7 из 10 звёзд · 7 из 10 звёзд · 7 из 10 звёзд · 7 из 10 звёзд |
| Moviepilot | 7 из 10 звёзд · 7 из 10 звёзд · 7 из 10 звёзд · 7 из 10 звёзд · 7 из 10 звёзд · 7 из 10 звёзд · 7 из 10 звёзд · 7 из 10 звёзд · 7 из 10 звёзд · 7 из 10 звёзд |
| IMDb       | 7 из 10 звёзд · 7 из 10 звёзд · 7 из 10 звёзд · 7 из 10 звёзд · 7 из 10 звёзд · 7 из 10 звёзд · 7 из 10 звёзд · 7 из 10 звёзд · 7 из 10 звёзд · 7 из 10 звёзд |
| Кинопоиск  | 6 из 10 звёзд · 6 из 10 звёзд · 6 из 10 звёзд · 6 из 10 звёзд · 6 из 10 звёзд · 6 из 10 звёзд · 6 из 10 звёзд · 6 из 10 звёзд · 6 из 10 звёзд · 6 из 10 звёзд |

По состоянию на 5 февраля 2023 года веб-сериал имел пользовательские рейтинги 6.9/10 (на основе более 2900 оценок) на сайте IMDb, 6.1/10 (на основе более 2300 оценок) на «Кинопоиске», 3.7 из 5 (на основе более 2100 голосов) на сайте MyShows, 70 % (на основе более 400 отзывов) на ČSFD и 7/10 на Moviepilot.

### Критика и анализ
Кристина Робертс из Culturess похвалила веб-сериал и заявила, что история сгодилась бы для отдельного (причём самодостаточного) эпизода основного сериала. В испанском блоге Aviso Spoiler веб-сериал получил оценку 6/10 и также был расценён как отдельный эпизод сериала, только выпущенный другим способом.
Юлий Ким из издания «Мир фантастики» отметил сопоставимый с основным сериалом уровень съёмок и положительно отозвался о фансервисе: «Просмотр "Рогатки" дарит массу позитивных эмоций. И в первую очередь оттого, что авторы вкладывают столько стараний в создание необязательного, чисто бонусного контента. Приятно, когда тебя как зрителя уважают».
Джорджия Рингельберг из Geek Exchange назвала веб-сериал «в целом, необязательным, потому что сюжет не добавляет ничего к основному сериалу», но в то же время отметила, что просмотр приятен из-за отсылок. Джорджие понравилось, что Елена Родригес получила больше экранного времени, однако подметила, что героиня демонстрирует свои способности не чаще, чем в основном сериале; а также Рингельберг обратила внимание на то, что Дрожь пользуется своей суперсилой не меньше Йо-Йо — и остаётся «любимым» представителем Нелюдей на экране. Также рецензентка высказала предположение о том, что «Агенты „Щ. И. Т.“: Йо-Йо» может служить подготовкой зрителей к сериалу «Сверхлюди».
Фредерик Луис Альдама в своей книге «Latinx Superheroes in Mainstream Comics» (дословно — «Латиноамериканские супергерои в мейнстримовых комиксах») охарактеризовал шесть вебизодов как «экспансии» печатных комиксов и как «транспозиции», увеличивающие вымышленный мир основного сериала.
Гендерный исследователь Габриэль Рост в своей работе 2018 года, посвящённой сексуализации и классификации по гендерным ролям супергероинь в игровом кино, отметил, что «Агенты „Щ. И. Т.“: Йо-Йо» — это третий сериал КВМ, сфокусированный на персонаже женского пола (после «Агента Картер» и «Джессики Джонс»), в то время как телепроектов с центральным персонажем мужского пола — четыре.

### Награды и номинации
Согласно IMDb, веб-сериал удостоился 2 наград и 4 номинаций. На состоявшейся 15 мая 2017 года церемонии Webby Awards проект получил две премии. 13 июля были объявлены номинанты на премию «Эмми»; церемония прошла в сентябре — победу в категории «Лучшая короткометражная комедия или драма» одержал веб-сериал Los Pollos Hermanos Employee Training. 26 сентября прошла церемония Streamy Awards, где награду за лучшие костюмы выиграла комедийная драма Magic Funhouse!. Сразу два эпизода веб-сериала «Агенты „Щ. И. Т.“: Йо-Йо», номинированные на Премию Гильдии сценаристов США, уступили эпизоду Starboy сериала «Зак и Миа» на церемонии, прошедшей 11 февраля 2018 года.
| Год  | Награда                                                         | Категория                                           | Номинант                                                 | Результат | Ист.          |
| ---- | --------------------------------------------------------------- | --------------------------------------------------- | -------------------------------------------------------- | --------- | ------------- |
| 2017 | 21-я Премия Вебби                                               | Драма — полнометражная или многосерийная            | Agents of S.H.I.E.L.D.: Slingshot                        | Победа    | [ 37 ]        |
| 2017 | 21-я Премия Вебби: Голос народа                                 | Драма — полнометражная или многосерийная            | Agents of S.H.I.E.L.D.: Slingshot                        | Победа    | [ 37 ]        |
| 2017 | 69-я Прайм-таймовая премия «Эмми» в области креативных искусств | Лучшая короткометражная комедия или драма           | Agents of S.H.I.E.L.D.: Slingshot                        | Номинация | [ 38 ] [ 39 ] |
| 2017 | 7-я Streamy Awards                                              | Лучший дизайн костюмов                              | Энн Фоли                                                 | Номинация | [ 40 ]        |
| 2018 | 70-я Премия Гильдии сценаристов США                             | Лучшие адаптированные новые медиа короткого формата | Шарла Оливер и Джеймс С. Оливер (за эпизод John Hancock) | Номинация | [ 42 ]        |
| 2018 | 70-я Премия Гильдии сценаристов США                             | Лучшие адаптированные новые медиа короткого формата | Марк Лайтнер (за эпизод Justicia)                        | Номинация | [ 42 ]        |